# Taha Al-Salihi
Taha Yaseen Dhabir Al-Salihi (arab. طه ياسين ظاهر الصالحي ;ur. 26 sierpnia 1988) – iracki zapaśnik walczący w stylu klasycznym.
Zajął osiemnaste miejsce na mistrzostwach świata w 2018 i 38. w 2011. Piąty na mistrzostwach Azji w 2012; ósmy w 2013 i dziewiąty w 2014. Dziewiąty na igrzyskach azjatyckich w 2014. Brązowy medalista Igrzysk Solidarności Islamskiej w 2017. Wicemistrz igrzysk panarabskich w 2011 i 2023. Mistrz arabski w 2013, wicemistrz w 2022 i trzeci w 2023 roku. 